# Rimapenaeus faoe
Rimapenaeus faoe is een tienpotigensoort uit de familie van de Penaeidae. De wetenschappelijke naam van de soort is voor het eerst geldig gepubliceerd in 1954 door Obarrio.